# KieleKiele Boe
KieleKiele Boe is het 97ste stripverhaal van De Kiekeboes. De reeks wordt getekend door striptekenaar Merho. Het album verscheen in april 2003.

## Verhaal
Firmin Van de Kasseien is eigenaar van BéBéMel, een fabriek die babyvoeding produceert. Als iemand ermee dreigt een antigroeivirus in de potjes te stoppen moet Marcel Kiekeboe die crimineel opsporen. Ondertussen is zijn vrouw Charlotte overstuur: ze is over tijd (haar maandstonden blijven uit). Ze heeft ook 's nachts dromen over een kleine Kiekeboe.
Kiekeboe wordt werknemer van het bedrijf en doet dienst als loopjongen, waardoor hij discreet alles en iedereen in de gaten kan houden. Tijdens zijn werk wordt hij aangevallen met een vorkheftruck en Van de Kasseien geeft hem de opdracht om de fabriek 's nachts te bewaken. Daar betrapt hij een inbreker, die hem van een fles laat drinken. De volgende dag ontwaakt hij, waar hij merkt dat hij een baby is geworden. Ook Fernand Goegebuer, die ook in de fabriek werkt, heeft hetzelfde lot ondergaan ...